# Helsingborg (comune)
Helsingborg è un comune svedese di 129 115 abitanti, situato nella contea di Scania. Il suo capoluogo è la città omonima. La città nacque nel 1085.

## Località
Nel territorio comunale sono comprese le seguenti aree urbane (tätort):
| #  | Località         | Popolazione |
| -- | ---------------- | ----------- |
| 1  | Helsingborg      | 95 444      |
| 2  | Ödåkra           | 4 771       |
| 3  | Rydebäck (parte) | 4 485       |
| 4  | Hittarp          | 3 837       |
| 5  | Påarp            | 2 728       |
| 6  | Bårslöv          | 2 682       |
| 7  | Mörarp           | 1 744       |
| 8  | Gantofta         | 1 387       |
| 9  | Kattarp          | 706         |
| 10 | Allerum          | 628         |
| 11 | Vallåkra         | 594         |
| 12 | Domsten          | 566         |
| 13 | Hasslarp         | 447         |
| 14 | Tånga och Rögle  | 230         |
| 15 | Utvälinge        | 213         |

## Amministrazione

### Gemellaggi
- Helsingør
- Alexandria (Virginia)
- Ragusa
- Pärnu